# Mark Rothko
Mark Rothko (Dvinsk (Keizerrijk Rusland, tegenwoordig Letland), 25 september 1903 – New York, 25 februari 1970) was een Amerikaanse schilder. Markus Rothkowitz, zoals hij oorspronkelijk heette, was een vertegenwoordiger van het abstract expressionisme, de zogenaamde colorfield-stroming.

## Leven en werk
In de jaren 1910 - 1913 emigreerde de Joodse familie Rothkowitz (Jacob en zijn vrouw Anna Goldin, hun kinderen Sonja, Albert, Moïse en Marcus) van het destijds tot Rusland behorende Letland naar Portland in de staat Oregon, Verenigde Staten. Daar woonde al Sam Rothkowitz, een jongere broer van vader Jacob. Van 1921 tot 1923 studeerde Mark aan de Yale-universiteit in New Haven (Connecticut). In 1925 trok hij naar New York waar hij zich inschreef aan de Art Students League of New York en kort schilderles kreeg van Max Weber. Hij besloot al snel zich zelfstandig verder te ontwikkelen. Van 1929 tot 1952 gaf hij les aan de Center Academy in Brooklyn, New York.

In 1933 had Rothko zijn eerste solo-expositie in het Portland Art Museum. Zijn artistieke werk in de jaren dertig werd beïnvloed door het werk van Milton Avery en Henri Matisse met vereenvoudigde composities en kleurvlakken. Samen met Adolph Gottlieb en Barnett Newman richtte hij in 1935 de The Ten op, een kunstenaarsgroep die naar het expressionisme neigde. In 1938 kreeg Rothko het Amerikaanse staatsburgerschap en in januari 1940 liet hij zijn achternaam wijzigen in Rothko. Van 1942 tot 1947 zocht hij met Gottlieb aansluiting bij de surrealistische stroming.

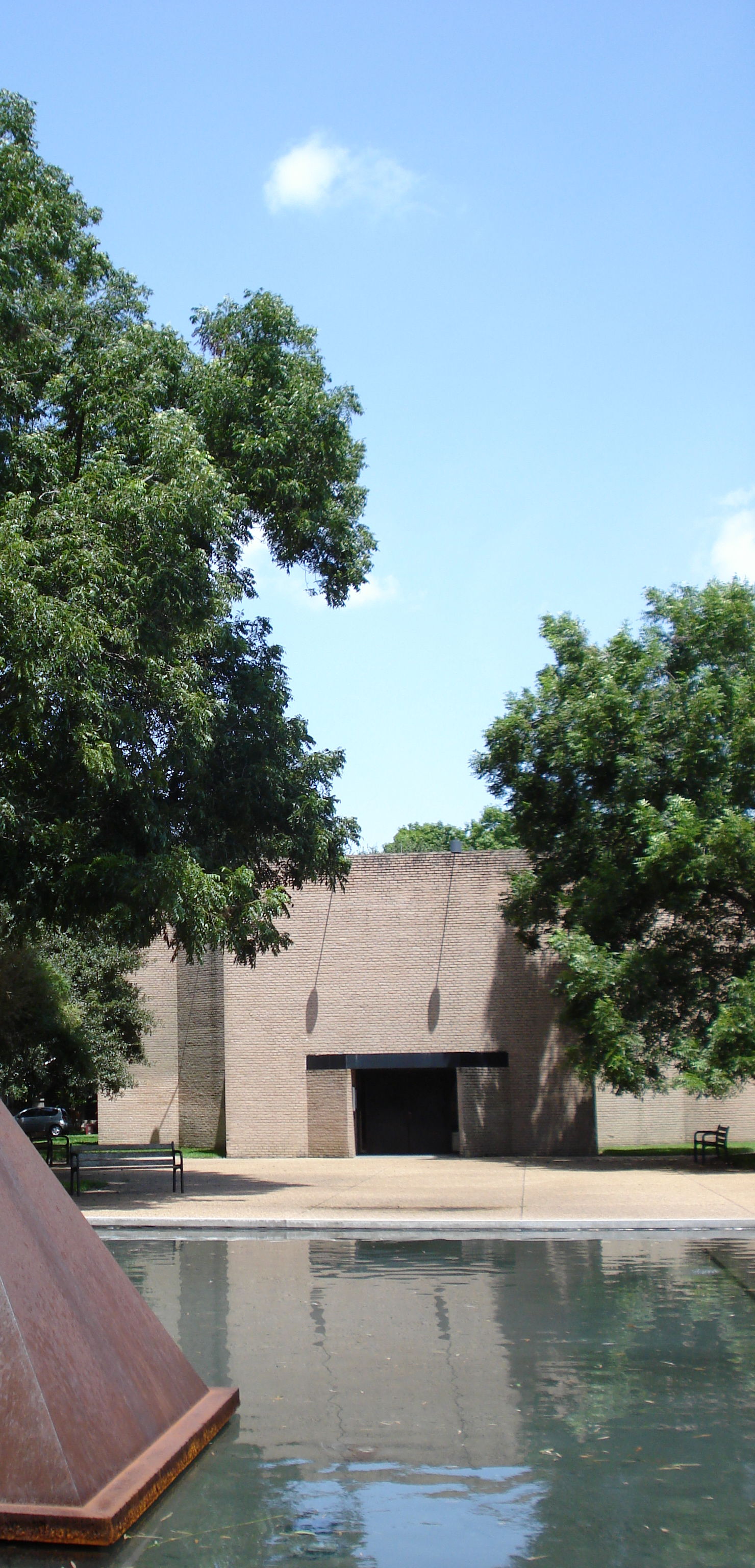
De Rothko Chapel in Houston

Rond 1947 brak hij met het surrealisme en wendde hij zich tot de abstractie. Zijn doeken bevatten, op een egaal gekleurde ondergrond, twee of drie rechthoeken in verschillende kleuren, variërend in breedte of hoogte, maar zelden in beide tegelijk. Met Clyfford Still gaf hij in de zomer van 1947 en 1949 les aan de California School of Fine Arts in San Francisco. Van 1948 tot 1949 werkte hij met William Baziotes, David Hare, Robert Motherwell en Barnett Newman aan The Subjects of the Artist, een kunstopleiding in New York, die was geïnitieerd door Clyfford Still. Van 1951 tot 1954 werkte hij aan het Art Department van Brooklyn College in New York. Zijn latere werken in de jaren vijftig en zestig werden steeds somberder van kleur. Hij werkte nu meer met serie schilderijen, zoals is te zien in de Suites van de Rothko Chapel in Houston en de Seagram Murals in New York.
Rothko trouwde in 1932 met Edith Sachar die van Russisch-Joodse komaf was, zij scheidden in 1943. In 1945 trouwde hij met Mary Ellen Beistle, van wie hij in 1969 scheidde. Daarna leefde hij in zijn atelier, waar hij op 25 februari 1970 dood werd aangetroffen. De autopsie wees uit dat hij een overdosis antidepressiva nam, zijn polsen doorsneed en doodbloedde. Zijn echtgenote overleed op 26 augustus van hetzelfde jaar aan een hartaanval. Zij hadden twee kinderen: Kate (1950) en Christopher (1963).

## Rechtszaak
Na zijn overlijden werd het grootste deel van de schilderijen van Mark Rothko in een stichting ondergebracht waarvan de kunstverzamelaar en accountant Bernard Reis, de hoogleraar antropologie Morton Levine en de kunstschilder Theodoros Stamos aangesteld waren als beheerders en tevens executeurs van de nalatenschap.
In 1971 klaagde Kate, de dochter van Rothko, de beheerders van de nalatenschap en de Marlborough Gallery aan wegens schijnverkoop, samenzwering en fraude. Dit mondde uit in een rechtszaak die 10 jaar zou duren en een schandaal in de kunstwereld werd.
De beheerders van de nalatenschap hadden honderden schilderijen van Rothko sterk onder de waarde verkocht aan de Marlborough Gallery en zich buitensporige commissies toegekend. De eigenaar van de Marlborough Gallery, Frank Lloyd, had kort na de aankoop een grote hoeveelheid van deze werken verkocht met een winst van 800%.
De verkoop van de schilderijen werd in 1975 nietig verklaard. Marlborough Gallery moest de 658 onverkochte schilderijen teruggeven en de beheerders moesten een schadevergoeding van 9,3 miljoen dollar betalen aan de nalatenschap. De helft van de schilderijen werd aan Rothko's kinderen Kate en Christopher toebedeeld. De andere helft keerde terug naar de Mark Rothko Stichting, waarvan de investeringsbankier en kunstverzamelaar Donald M. Blinken tot beheerder was benoemd.

## Beroemde werken

### Rothko Chapel
De Rothko Chapel bevindt zich op het terrein van de Menil Collection, een museum in het Houston Museum District in Houston in de staat Texas. In 1964 werd Rothko door het echtpaar John en Dominique de Menil, kunstverzamelaars in Houston, gevraagd om als kunstenaar een serie (een suite) van veertien schilderijen te maken voor de door hen te bouwen kapel op de campus van de University of St. Thomas in Houston. Aan dit project zou worden meegewerkt door architect Philip Johnson. In 1969 werd besloten dat de kapel, die oecumenisch van karakter diende te worden, zou worden gebouwd buiten het universiteitsterrein. De kapel werd in 1971, na de dood van Rothko, als spiritueel centrum ingewijd. Na de bouw van het museum Menil Collection in 1987 behoorde de kapel tot het museumcomplex.

### Tate Modern
In de Tate Modern in Londen is een zaal op een soortgelijke manier ingericht, de Rothko Room, waar negen doeken, de zogenaamde Seagram Murals hangen. Ze maken deel uit van de suite die Rothko voor het Four Seasons Restaurant in het Seagram Building in New York maakte. Ze hebben daar nooit gehangen, de kunstenaar vond de pretentieuze atmosfeer van het restaurant niet passend en verbrak het contract. Rothko schonk ze in 1969 aan de Tate Gallery. De doeken arriveerden in Londen op de dag van Rothko's dood.
Tate Modern stelde een speciale expositie samen van de werken in de Rothko Room en voor het eerst in Engeland werken van Rothko uit Japan. De nadruk lag op de werken uit de periode 1958-1970: Black-Form, Brown and Grey, Black on Grey. De tentoonstelling liep van september 2008 tot februari 2009.

## Fotogalerij

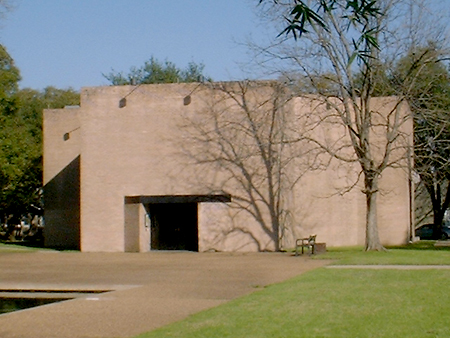
Rothko Chapel (1971, architect Philip Johnson), Houston
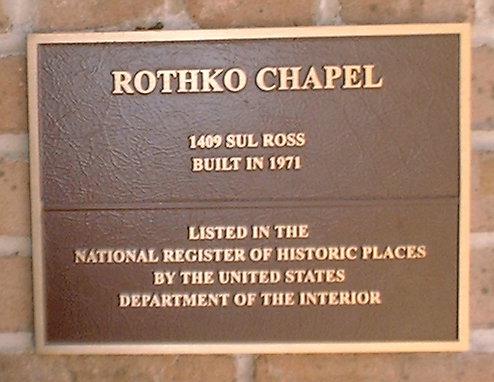
Rothko Chapel